# Storm Thorgerson
Storm Elvin Thorgerson (28 de febrer de 1944 – 18 d'abril de 2013) fou un fotògraf, realitzador i dissenyador anglès, nascut a Potters Bar al Middlesex, Anglaterra. Va fer estudis de llengua anglesa i filosofia a Leicester.
El 1968 va fundar amb Aubrey Powell Hipgnosis un taller gràfic especialitzat en fotografia creativa. Va crear les caràtules d'àlbums de molts grups i cantants, però sobretot el treball fet per al grup Pink Floyd (dels integrants del qual era amic d'infantesa) fou el que li donà més fama.
Thogerson, sigui amb Hipgnosis o en el seu nom, ha treballat per a nombrosos artistes com: Peter Gabriel, Led Zeppelin, Wishbone Ash, Genesis, 10cc, Muse, Robert Plant, Paul Young, Black Sabbath, Scorpions, Roger Waters, The Mars Volta, etc
Amb Pink Floid va crear la famosa portada amb el prisma que descompon la llum per l'album The dark side of the moon i el porc gegant volant sobre la central elèctrica de Battersea a Londres per al disc Animals; dues de les imatges més representatives del grup. Segons David Gilmour, que n'és vocalista i guitarrista els dissenys de Thorgerson van ser part inseparable de les creacions de la banda.
L'any 2003 va patir una apoplexia de la qual s'havia recuperat prou bé, però després va emmalaltir d'un càncer que va ser el causant de la seva mort l'any 2013.

## Caràtules d'àlbums
- 10cc:
  - How Dare You (1975)
  - Greatest Hits (1979)
- Alan Parsons:
  - Try Anything Once (1993)
  - On Air (1996)
  - The Time Machine (1999)
- Audioslave - Audioslave (2002)
- Blinker The Star - August Everywhere (1999)
- Brand X - Moroccan Roll (1975)
- Bruce Dickinson - Skunkworks (1996)
- The Catherine Wheel - Chrome (1993)
- The Cranberries - Bury the Hatchet (1999)
- Dream Theater - Falling Into Infinity
- Ellis Beggs & Howard - Homelands (1989)
- Ethnix - Home is where the head is (2002)
- Gentlemen Without Weapons - Transmissions (1988)
- Ian Dury And The Blockheads - Mr Love Pants (1998)
- Led Zeppelin:
  - Houses of the Holy (1973)
  - In Through the Out Door (1979)
- The Mars Volta:
  - De-loused in the Comatorium (2003)
  - Frances the Mute (2005)
- Muse:
  - Absolution
  - Black Holes and Revelations
- The Nice - Eledy (1971)
- Peter Gabriel:
  - Peter Gabriel (I) (1977)
  - Peter Gabriel (II) (1978)
  - Peter Gabriel (III) (1979)
- Phish - Slip Stitch And Pass (1997)
- Pink Floyd:
  - A Saucerful of Secrets (1968)
  - More (1969)
  - Ummagumma (1969)
  - Atom Heart Mother (1970)
  - Meddle (1971)
  - Obscured by Clouds (1972)
  - The Dark Side of the Moon (1973)
  - Wish You Were Here (1975)
  - Animals (1977)
  - The Division Bell (1994)
  - Echoes: The Best of Pink Floyd (2001)
- Quatermass
  - Quatermass (1971)
- Ragga & The Jack Magic Orchestra - Ragga (1997)
- Styx - Pieces Of Eight (1978)
- Trees - On The Shore (1971)
- Ween - The Mollusk (1997)
- Wishbone Ash :
  - Wishbone Ash (1970)
  - Pilgrimage (1971)
  - Argus (1972)
  - There's The Rub (1974)
  - New-England (1976)
  - Classic Ash (1977)
  - Front Pages News (1977)
  - No Smoke Without Fire (1978)
  - Just Testing (1980)
  - Distillation (1997)
- Yourcodenameis:milo:
  - Rapt. Dept. (2005)
  - 17 (2005)
  - Ignoto (2005)